# イヌゴエ
『イヌゴエ』は、2006年に制作及び公開・放送された映画・TVドラマ。
2006年2月に映画版が公開され、2006年10月にTVドラマ版が放送を開始した。2006年12月には、映画版の第2作『イヌゴエ 幸せの肉球』が公開された。
犬の声が聞こえる青年と、「本音」を喋るフレンチ・ブルドッグのハートウォーミングコメディ。

## 映画

### 第一弾
『イヌゴエ』は、2006年2月に公開された。監督は、横井健司。

#### ストーリー
犬のようによく利く嗅覚を活かし“臭気判定士”として働く26歳の青年、芹澤直喜。しかしその嗅覚がアダとなり、日常生活では常にマスクを装着しなければならないなど不自由な面も少なくなかった。人生に対しても消極的で、とうとう恋人のはるかにも愛想をつかされてしまう。
そんなある日、直喜は旅行に出るという父から一匹のフレンチブルドッグの世話を押しつけられてしまう。さらに、困惑する直喜はその時、妙にオッサンくさい声の関西弁を耳にする。声の主はなんと、そのフレンチブルドッグだった。

#### 登場人物
- 芹澤直喜：山本浩司
- 力石創：村上淳
- 道場はるか：馬渕英俚可
- 音無ちぬ：宮下ともみ
- 大森博史
- 桜井聖
- 蜷川みほ
- つじしんめい
- 伊藤高
- 直喜の父：飯田孝男
- 手塚とおる
- 渡辺真起子
- ペス：ブン太（声：遠藤憲一）

### 第二弾
『イヌゴエ 幸せの肉球』は、2006年12月に公開された。監督は、第一弾に引き続き横井健司が務めた。

#### ストーリー
いつまでたっても頼りない凌に、ついに愛想を尽かした恋人・涼子は荷物をまとめて一緒に住んでいた部屋を出ていってしまう。途方に暮れ街を彷徨っていた凌は、ペットショップから耳慣れた涼子の声を聞く。しかし、その声の主は、涼子が飼いたいとずっと狙っていたフレンチブルドッグのペスだった。
どうやら、涼子は実家に帰るからとペスにあいさつに来たらしい。しかし、涼子の実家の場所さえ知らない凌。そこで、彼は涼子の声でしゃべるペスを購入すると、涼子と同じ声の訛りを頼りに、彼女の実家を探す旅に出るのだった。

#### 登場人物
- 成田凌：阿部力
- 吉田涼子：中村麻美
- 香山功：大下源一郎
- 木下サトミ：伴杏里
- 古泉杏子：霧島れいか
- 背広姿の男：山本浩司
- 浜野正：温水洋一
- 山田スミ子
- 大槻修治
- 伊藤沙莉
- 古郡正輝
- 桜田聖子
- 綾野剛
- 奥田恵梨華
- 長谷部瞳

## テレビドラマ

### キャスト
前田大輝（まえだ だいき）
演 - 綾野剛
父親の急逝により純喫茶「めるへん」の跡を継ぐが経営難に陥る。仕入れ先に金を騙し取られるが、その相手から犬を送り付けられる。すると何故か店が犬連れの客で繁盛したため、郁美からドッグカフェに改装することを提案され、店名をドッグカフェ「ふぇありぃ」に変更する。小さい頃、犬に噛まれてから大の犬嫌い。なぜか犬の心の声が聞こえる。郁美を憎からず思っている。ガンダムに関しては疎い。
ペス
演 - パンチ　声 - ヒロシ
大輝の飼い犬。犬種はフレンチ・ブルドッグ。口癖は「モキモキしたい」。いつもお腹を空かせている。
山之上郁美
演 - 奥田恵梨華
「めるへん」の大家。滞納しているテナント料の催促に度々店を訪れる。ガンダム好き。ペスからは「モキモキお姉さん」と呼ばれている。
ランバラル
演 - リバ　声 - 須賀裕太
郁美の飼い犬。10歳のオスのラブラドールレトリバー。
森野由美絵
演 - 長谷部瞳
「めるへん」でウェイトレスをしている明るい女子大生。小学生の頃、母が拾ってきた犬を飼っていたが、高齢で1年で死んでしまい死に目にもあえなかった経験がある。大輝の恋を応援している。兄の持っていたDVDに影響され、ガンダム好きになる。

#### ゲスト

##### 第1話
問屋のおっちゃん〈39〉
演 - 川屋せっちん
幻のコーヒーを20万円のところ6万円でいいと大輝から金を騙し取る。そのお詫びに、と自分たちの飼っていた犬を送ってくる。
運送屋
演 - 西興一朗（第2話、第6話、第8話-第10話）
いつも「めるへん」に荷物の配達に来る。
メス犬1、2
声 - 大澤愛子、渡辺奈央子

##### 第2話
トキワさん
演 - 石垣光代
飼い犬・ミントの衣装を手作りしている常連客。
ミント
演 - ピピ　声 - 佐土原かおり
トキワさんの飼い犬。ミニチュアダックス。実は服を着せられるのが苦手。
犬A、B
声 - 須子優祐、山本小百合

##### 第3話
ダイの飼い主
演 - 宮光真理子
ヘビメタバンド「オスマントルコ」をやっていた女性。自分の誕生日に捨てられていたダイを拾う。バンドを首になり自殺未遂をした時、ダイが行方不明になり探している。
ダイ
演 - ダイスケ　声 - 八木澤翔
柴犬。
ハッチの飼い主
演 - BOBBY
犬用おやつのジャーキーを持ち歩いている。
ハッチ
演 - キョイ　声 - 伊藤かな恵
ダイを知っている様子のコーギー。

##### 第4話
ケンちゃん
演 - 久保田裕之
プルの飼い主。郁美と「ふぇありぃ」で待ち合わせしている。郁美のことを「いくちゃん」と呼んでいて、かなり親しい。
プル
演 - カポネ　声 - 長嶋美紗
黒のパグ。いつも「シャボン玉」などの童謡を歌っている。
客
演 - 保谷樹里、伊藤かな恵、小川潤子

##### 第5話
旅芸人
演 - 大槻修治
ハナコに芸をさせて食べている旅芸人。2年前に妻を亡くしている。
ハナコ
演 -リトル、ラッシー 　声 - 村上明子
ボーダーコリー。飼い主を「お父ちゃん」と呼んでいる。妻を亡くしたお父ちゃんを元気づけるために芸を覚え始めた。

##### 第6話
鈴木さん
演 -源
自称、犬の言葉を翻訳できるドッグセラピスト。テレビ番組の取材で「ふぇありぃ」に来店する。臭い香水をつけている。
ドーベル
演 - ノエル　声 - 豊島雄太
鈴木さんの飼い犬のドーベルマン。本当は気が弱いのに、鈴木さんの期待に応えようと頑張りすぎて病気になる。
レポーター
演 - 千代谷美穂
お昼のテレビ番組のレポーター。「ふぇありぃ」の取材に来店する。
山田先生
演 - 並木史朗
3丁目の山田獣医の先生。大輝が運び込んだドーベルを診察し、もう少し遅ければ手遅れになったかも、と鈴木さんらに説明する。
客の犬
声 - 遠藤昌宏、小川潤子

##### 第7話
ジローの飼い主
演 - 伊藤高
「ふぇありぃ」店内でタバコを吸いだし、注意されてもやめない。既に妻を亡くしており、独り身。
ジロー
演 - コエダ　声 - 岩見史果
ビーグル。飼い主のタバコの煙を嫌がるどころか喜んでいる。
参拝客
演 -塚田美津代
動物霊園の墓地で亡くなった飼い犬のお墓参りをしている女性。ジローの飼い主に声をかけられる。
僧侶
演 - 漆崎敬介
動物霊園の僧侶。ジローの飼い主の不遜な態度に困惑する。

##### 第8話
謝将作
演 - 横山一敏
青葉区区民公園を占拠する”黒い三連星”の飼い主。「字音（じおん）広告社」勤務。黒い帽子にサングラスをしている。苗字は「しゃ」。
ガイア
演 - クリ　声 - 大平原也
”黒い三連星”の一匹。背中に「G」と書かれた黒い服を着ている。3匹とも肉球が黒い。パピヨン。
マッシュ
演 - ダン　声 - 川村直隆
”黒い三連星”の一匹。背中に「M」と書かれた黒い服を着ている。ミニチュアダックス。
オルテガ
演 - ポッキー　声 - 金子俊太郎
”黒い三連星”の一匹。背中に「O」と書かれた黒い服を着ている。テリア。
カワタさん
演 - 増岡良平
飼っているパグ犬の散歩で公園を通ろうとして、”黒い三連星”に行く手を阻まれる。

##### 第9話
坂井泰弘
演 - 村上幸平
郁美の見合い相手。警察勤務。飼い犬・ボスの失態で北海道への転勤が決まる。
ボス
演 - 長峯リリー　声 - 河本啓佑
シェパード。見た目と違いとっても臆病で、話す時は敬語。警察の式典の予行演習で失敗し、居残り練習中に署長のカツラをはぎ取ってしまう。そのことで坂井にこっぴどく叱られ家出してしまう。
警察署長
演 - 岡田正典
坂井の上司。ボスに恥をかかされて、坂井を北海道に飛ばす。
商店街のくじ引きスタッフ
演 - 菅野久夫
チワワ
演 - クリ　声 - 遠藤昌宏

##### 第10話
客
演 - 小谷建仁、保谷樹里
大輝がいなくなったと聞き、売上金は残ってるか心配する。
客
演 - ファミリーギャング

### スタッフ
- 脚本 - 岡野勇気、小谷暢亮、瀬戸口立、鯨晴久、俵法子、林民夫、永森裕二
- 監督 - 高橋巖、本田隆一、西村晋也、示木隆史、清水厚
- プロデュース - 太田裕輝、井之原尊
- 音楽 - サウンドエイムス
- オープニングテーマ - 「Electric Candy」電気キャンディ（AMG MUSIC）
- 主題歌 - 「Goodbye and kiss me」電気キャンディ（AMG MUSIC）
- 挿入歌 - 「矢印」Family〜おかだ兄弟〜
- 劇中歌 - 「静かな夜」「グッドモーニング神様」ファミリーギャング
- ドッグトレーナー - 坂本篤照
- ロケ協力 - 喫茶シェモア
- 企画 - AMGエンタテインメント
- 制作 - BIO-TIDE
- 製作 - 永森裕二（AMGエンタテインメント）、関佳史（tvk）、松本宏（テレ玉）、青柳洋治（チバテレビ）、波多美由紀（三重テレビ）、細井俊介（KBS京都）、江副純夫（サンテレビ）、松井建始（バイオタイド）

### 放送日程
| 話数   | TVK放送日 | サブタイトル             | 監督     | 脚本                       |
| ------ | --------- | ------------------------ | -------- | -------------------------- |
| 第1話  | 10月19日  | 笑う門には犬来る!?       | 高橋巖   | 岡野勇気                   |
| 第2話  | 10月26日  | 犬にも衣装!?             | 高橋巖   | 小谷暢亮                   |
| 第3話  | 11月02日  | 溺れる者は犬をもつかむ!? | 本田隆一 | 瀬戸口立、鯨晴久、岡野勇気 |
| 第4話  | 11月09日  | 泣きっ面に犬!?           | 本田隆一 | 俵法子、鯨晴久、小谷暢亮   |
| 第5話  | 11月16日  | 芸は犬を助ける!?         | 西村晋也 | 岡野勇気                   |
| 第6話  | 11月23日  | 勝負は犬の運!?           | 西村晋也 | 林民夫                     |
| 第7話  | 11月30日  | 犬の耳に念仏!?           | 示木隆史 | 永森裕二                   |
| 第8話  | 12月07日  | 門前の犬、後門の…!?      | 示木隆史 | 岡野勇気                   |
| 第9話  | 12月14日  | 張り子の犬!?             | 清水厚   | 小谷暢亮                   |
| 第10話 | 12月21日  | 有終の犬!?               | 清水厚   | 林民夫                     |

### 放送期間
当番組は、プロデューサーなど一部に東名阪ネット6各局のスタッフが関わっているが、6局は制作局としては挙げられていない（これは動物ドラマシリーズ第3弾の『幼獣マメシバ』までその扱いであり、第4弾の『ねこタクシー』より制作局となっている）。
- 2006年10月16日 - 12月18日 、KBS京都（東名阪ネット6参加局）
- 2006年10月19日 - 12月21日 、tvk・テレ玉・三重テレビ・サンテレビ（全て東名阪ネット6参加局）
- 2006年10月22日 - 12月24日 、チバテレビ（東名阪ネット6参加局）
- 2007年1月12日 - 3月16日 、 IBC岩手放送
- 2007年8月17日 - 、秋田テレビ（金曜15:00 - 15:30放送）
- 2009年10月24日 - 12月26日、仙台放送
- 2010年7月9日 - 9月24日、札幌テレビ放送（金曜深夜放送）
- tvkでは2007年4月5日から6月7日の10:00 - 10:30に再放送されている。

#### CS
- 2007年9月7日 - 、ファミリー劇場